# جوليان هاميلتون
جوليان هاميلتون (بالإنجليزية: Julian Hamilton)‏ هو موسيقي أسترالي، ولد في 1976 في سيدني في أستراليا.

## وصلات خارجية
- جوليان هاميلتون على موقع IMDb (الإنجليزية)
- جوليان هاميلتون على موقع ميوزك برينز (الإنجليزية)
- جوليان هاميلتون على موقع ديسكوغز (الإنجليزية)